# Margarita Xirgu
Margarita Xirgu y Subirá (Molins de Rei, 18 giugno 1888 – Montevideo, 25 aprile 1969) è stata un'attrice teatrale spagnola naturalizzata uruguaiana.
Interpretò anche alcuni film.

## Biografia
Iniziò la sua attività a Barcellona, recitando in lingua catalana. Dal 1914, raggiunta una certa fama, si trasferì a Madrid, e cominciò una nuova fase della sua carriera, recitando in lingua castigliana. Grazie al suo sodalizio con Federico García Lorca interpretò numerosi dei suoi lavori teatrali. Il suo repertorio vastissimo e una cultura di largo respiro le consentìrono interpretazioni in una gamma enorme di personaggi. Come attrice di cinema fu attiva soprattutto negli anni dieci.
Allo scoppio della guerra civile spagnola, la Xirgu decise di restare in America Latina e non tornare più in patria. Visse per qualche anno fra Argentina, Cile ed Uruguay. In quest'ultimo Paese si stabilì definitivamente, pur lavorando spesso anche a Buenos Aires. Nel 1949 fu nominata direttrice della Escuela Municipal de Arte Dramático de Montevideo, EMAD e della Comedia Nacional, con la quale metterà in scena numerosi spettacoli fino alla fine degli anni '60.

## Filmografia

### Cinema
- La muerte del tirano, regia di Narciso Cuyàs - cortometraggio (1907)
- Violante, regia di Narciso Cuyàs e Enrique Jiménez (1907)
- Guzmán el Bueno, regia di Fructuós Gelabert e Enrique Jiménez - cortometraggio (1909)
- El amor hace justicia, regia di Magín Murià (1915)
- El nocturno de Chopin, regia di Fructuós Gelabert, Adrià Gual e Magín Murià (1915)
- La reina joven, regia di Magín Murià (1916)
- El beso de la muerte, regia di Fructuós Gelabert, Alberto Marro e Magín Murià (1917)
- Alma torturada, regia di Fructuós Gelabert e Magín Murià (1917)
- Epido, regia di Margarita Xirgu - cortometraggio (1922)
- Bodas de sangre, regia di Edmundo Guibourg (1938)